# Vincenzo Martellotta (nave)
La Vincenzo Martellotta è una nave intitolata al sottotenente palombaro Vincenzo Martellotta. Classificata come nave esperienze, è un'unità multiuso per test, sperimentazioni e valutazioni operative. Trova impiego, inoltre per la movimentazione di carichi medio-leggeri in mare.

## Storia
Varata nel 1988 e consegnata nel dicembre dell'anno successivo,è stata assegnata al porto della Spezia.
Dagli anni 90 ha condotto test di sperimentazione e collaudo di siluri leggeri nell'ambito di un progetto italo-francese.